# Orserental
Das Orserental ist ein Tal im Kanton Schaffhausen in der Schweiz. Es  verläuft zwischen dem Hemmentalertal im Westen und dem Merishausertal im Osten in südöstlicher Richtung. Das unbewohnte Tal durchquert dabei die Höhen des Randens.  Es wird land- und forstwirtschaftlich genutzt. Ein beliebter Aufstieg zum Buchberghaus der Naturfreunde führt durch das stille und nur durch eine Forststrasse erschlossene Tal. 